# Noyades du Cap-Français
Les noyades du Cap-Français sont commises en 1802 et 1803, au cours de l'expédition de Saint-Domingue, pendant la Révolution haïtienne. Lors de ces événements, plusieurs milliers de soldats des troupes coloniales de Saint-Domingue sont jetés dans les flots, au large du Cap-Français.

## Déroulement
Les premières noyades semblent avoir débuté en automne 1802, à la suite la révolte d'Alexandre Pétion et d'Augustin Clerveaux contre le corps expéditionnaire français, quelques mois après l'arrestation et la déportation de Toussaint Louverture,. En réaction, le général Charles Leclerc fait arrêter la plupart des officiers de couleur encore fidèles à la France. Selon l'historien Thomas Madiou, environ 800 gendarmes indigènes et soldats de la 7e coloniale sont arrêtés, puis noyés dans la baie de Mancenille. 
Le 7 octobre 1802, le général Charles Leclerc écrit un courrier au Premier consul Napoléon Bonaparte qui inaugure un nouveau seuil de violence : « Voici mon opinion sur ce pays. Il faut détruire tous les nègres des montagnes, hommes et femmes, ne garder que les enfants au-dessous de 12 ans, détruire moitié de ceux de la plaine et ne pas laisser dans la colonie un seul homme de couleur qui ait porté l'épaulette ».
Leclerc meurt un mois plus tard. Le préfet Hector Daure poursuit cependant l'épuration des troupes françaises et propose, dans des termes voilés, de faire noyer les Noirs qui n'auraient pas encore déserté. Il écrit ainsi au général Pierre Thouvenot : « Je vais répondre plus confidentiellement à l'article de votre lettre qui concerne le désarmement et l'embarquement des troupes noires. Tout ce qui est noir et armé surtout doit être arrêté embarqué et envoyé au Cap. [...] La Créole fait ses vivres à la hâte ; je vous la renverrai sans retards. Elle vous débarrassera d'une population dangereuse ». 
Dans la correspondance militaire, le mot « embarquer » devient alors souvent synonyme de « noyer ». Un commentaire annexé à une lettre écrite le 24 mai 1803, par un habitant du Cap, et envoyée au Premier consul rapporte que « L'auteur de cette lettre se plaint de la conduite tyrannique et vexatoire des généraux de l'armée de Saint-Domingue qui maltraitent et dépouillent les habitants [...] et menacent de les embarquer, c'est-à-dire de le noyer ». 
Fin octobre 1802, le général Jacques Maurepas, sa famille et ses troupes sont embarqués sur La Créole et La Guerrière et assassinés au large du Cap-Français.
Un neveu de Toussaint Louverture, le colonel Jean-Pierre Louverture, et la mère de celui-ci, Madame Paul Louverture, sont également enlevés de nuit à leur demeure et noyés dans la rade du Cap.
Le 19 février 1803, au Cap-Français, une nouvelle attaque des troupes de Henri Christophe et de Augustin Clerveaux est repoussée par Rochambeau qui fait une centaine de prisonniers. L'un d'eux, nommé Montfort, dénonce le colonel Médard et plusieurs autres officiers noirs ou mulâtres, d'intelligences avec les insurgés. Sur cette simple dénonciation, Médard est pendu sur le marché de Cluny et plusieurs suspects sont embarqués et noyés.
En septembre 1803, Le Cap-Français, isolé par l'armée indigène, commence à souffrir de la famine. Des prisonniers noirs, désormais considérés comme des bouches inutiles, sont probablement noyés en mer. Le 22 novembre, un habitant évacué du Cap-Français, nommé Précour, fait mention dans une lettre de « beaucoup de noyés pour diminuer la consommation » et de « plusieurs blancs fusillés comme conspirateurs avec les nègres ».
Par euphémisme, les militaires français utilisent le terme d'« embarquer » pour désigner les exécutions par noyade. Le 4 septembre, le commandant du Cap annonce au général Rochambeau avoir fait « embarquer », la veille, « trente-six nègres ou mulâtres ». Le 23 septembre, dans la nuit, « trente nègres » subissent le même sort, suivis par quinze autres la nuit suivante.
Dans ses mémoires l'officier Charles Malenfant évoque des « noyades à la Carrier », faisant un parrallèle avec les noyades de Nantes, organisées par le représentant en mission Jean-Baptiste Carrier entre novembre 1793 et février 1794, pendant la guerre de Vendée.

## Témoignages
« Quels hommes a-t-on noyés à Saint-Domingue? Des noirs faits prisonniers? Non. Des conspirateurs? Encore moins. On ne jugeait personne; sur un simple soupçon, un rapport, une parole équivoque, deux cents, trois cents, huit cents, quinze cents noirs étaient jetés à la mer, j'ai vu de ces exemples et j'en ai gémi; j'ai vu trois mulâtres frères subir le même sort. Le 28 frimaire ils se battaient dans nos rangs; deux y furent blessés; le 29, on les jeta à la mer au grand étonnement de l'armée et des habitants. [...] Comme moi, le général Lacroix désapprouvait cette guerre d'extermination et ces noyades en masse. »

— Mémoires du général Ramel.

« Au moment de l'attaque du Cap par Clervaux (septembre 1802), Leclerc avait fait conduire à bord des bâtiments de la rade les détachements des demi-brigades coloniales qui étaient restés au Cap et qui, six fois plus nombreux que les troupes européennes, s'étaient pourtant laissé désarmer par elles... Les équipages étaient tellement affaiblis ou encombrés de malades que la vue de ces détachements noirs, bien plus nombreux qu'eux, les fit frémir. Ce ne fut qu'un cri de terreur au moment où les insurgés replièrent (sic) nos troupes du haut du Cap; on crut à bord tout perdu... Les droits de l'humanité furent impitoyablement outragés. Dans la cruelle alternative d'être dévorés par des tigres, les matelots le devinrent eux-mêmes. Les flots engloutirent en un instant mille à onze cents malheureux qu'un sort contraire avait isolés des leurs. »

— Mémoires du général Pamphile de Lacroix.

« Je ne voudrais pas être forcé, d'écrire la guerre de 1803 à Saint-Domingue. Ma plume ne pourrait tracer des crimes si épouvantables. Si on éprouve des obstacles pour rentrer dans la colonie, on les devra aux horreurs, aux perfidies, aux noyades, aux crimes atroces dont quelques hommes se sont rendus coupables envers des noirs, des mulâtres et des blancs même, dont ils n'avaient aucun sujet de plainte avant leur arrivée. [...] Les noirs ont le cœur ulcéré par les cruautés exercées envers eux en faisant des noyades à la Carrier et en les faisant dévorer vivants par des chiens féroces. »

— Mémoires de l'officier Charles Malenfant.

## Bilan humain
Le nombre des victimes n'est pas connu. Le général Ramel évoque des noyades par groupes de 200 à 1 500 personnes. Pamphile de Lacroix fait mention de 1 000 à 1 200 noyés en septembre 1802. En 2014, l'historien Jean-Pierre Le Glaunec fait état de plusieurs milliers de morts.